# دالاس (اورگن)
دالاس (به انگلیسی: Dallas) شهری در شهرستان پولک ایالت اورگن است و در سرشماری سال ۲۰۱۱ میلادی، ۱۴٬۵۸۳ نفر جمعیت داشته که نسبت به سال ۲۰۱۰، ۰٫۲۵ درصد رشد جمعیت داشته‌است.

## موقعیت جغرافیایی
موقعیت جغرافیایی شهرها و مناطق اطراف به شرح زیر است: